# Thị trường vốn

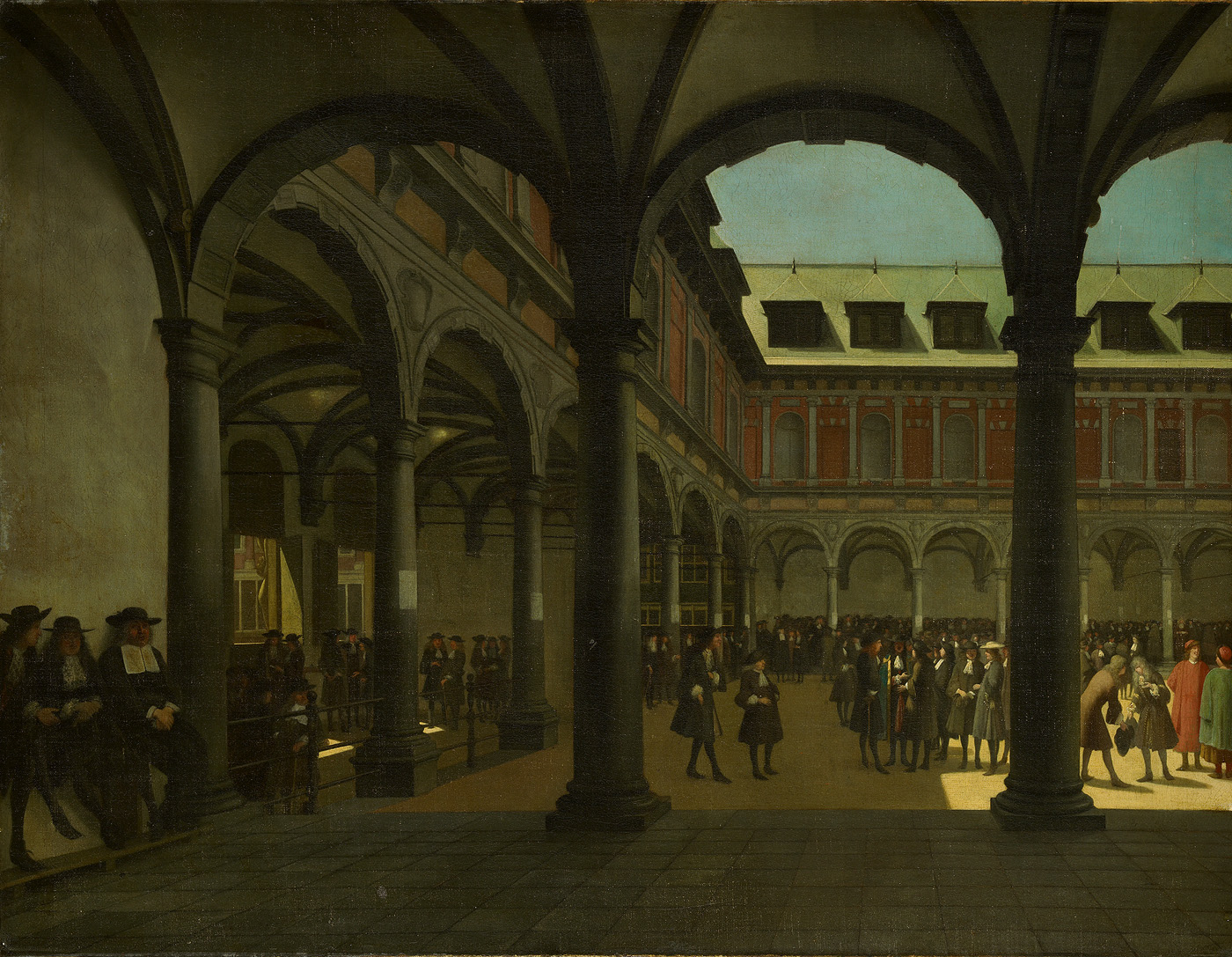
Sân của Sở giao dịch chứng khoán Amsterdam (Beurs van Hendrick de Keyser trong tiếng Hà Lan), trung tâm hàng đầu của thị trường thủ đô châu Âu trong thế kỷ 17. Người Hà Lan là những người đầu tiên trong lịch sử sử dụng thị trường vốn đầy đủ (bao gồm thị trường trái phiếu và thị trường chứng khoán) để tài trợ cho các công ty giao dịch công khai.

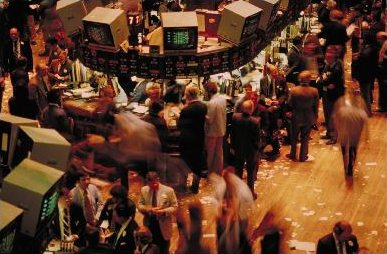
Sàn giao dịch của Sở giao dịch chứng khoán New York, một trong những thị trường vốn thứ cấp lớn nhất thế giới. Hầu hết các giao dịch trên Sàn giao dịch chứng khoán New York được thực hiện bằng điện tử, nhưng cấu trúc lai của nó cho phép một số giao dịch được thực hiện trực tiếp trên sàn.

Thị trường vốn là một thị trường tài chính, trong đó nợ dài hạn (hơn một năm) hoặc chứng khoán hoàn vốn được mua bán trao đổi. Thị trường vốn chuyển sự giàu có của những người tiết kiệm cho những người có thể đưa nó vào sử dụng hiệu quả lâu dài, chẳng hạn như các công ty hoặc chính phủ thực hiện đầu tư dài hạn.  Các cơ quan quản lý tài chính như Ủy ban Chứng khoán và Giao dịch Ấn Độ (SEBI), Ngân hàng Anh (BoE) và Ủy ban Chứng khoán và Giao dịch Hoa Kỳ (SEC) giám sát thị trường vốn để bảo vệ các nhà đầu tư chống gian lận, và các nghĩa vụ khác.
Thị trường vốn hiện đại hầu như được lưu trữ trên các nền tảng giao dịch điện tử dựa trên máy tính; hầu hết chỉ có thể được truy cập bởi các thực thể trong lĩnh vực tài chính hoặc bộ tài chính của các chính phủ và tập đoàn, nhưng một số có thể được truy cập trực tiếp bởi công chúng. Ví dụ, tại Hoa Kỳ, bất kỳ công dân Mỹ nào có kết nối internet đều có thể tạo tài khoản với TreasuryDirect và sử dụng nó để mua trái phiếu trên thị trường chính, mặc dù doanh số bán cho các cá nhân chỉ chiếm một phần rất nhỏ trong tổng khối lượng trái phiếu được bán ra. Các công ty tư nhân khác nhau cung cấp các nền tảng dựa trên trình duyệt cho phép các cá nhân mua cổ phiếu và đôi khi cả trái phiếu trên thị trường thứ cấp. Có hàng ngàn hệ thống như vậy, hầu hết chỉ phục vụ một phần nhỏ của thị trường vốn nói chung. Các thực thể lưu trữ các hệ thống bao gồm các sàn giao dịch chứng khoán, ngân hàng đầu tư và các cơ quan chính phủ. Về mặt vật lý, các hệ thống được lưu trữ trên toàn thế giới, mặc dù chúng có xu hướng tập trung ở các trung tâm tài chính như London, New York và Hồng Kông.